# Skilanglauf-Nor-Am-Cup 2010/11
Der Skilanglauf-Nor-Am-Cup 2010/11 war eine von der FIS organisierte Wettkampfserie, die zum Unterbau des Skilanglauf-Weltcups 2010/11 gehörte. Er begann am 11. Dezember 2010 in Vernon und endete mit den Kanadischen Meisterschaften im Skilanglauf 2011 am 19. März 2011 in Canmore. Die Gesamtwertung der Männer gewann Graham Nishikawa und bei den Frauen Perianne Jones.

## Männer

### Resultate
| 1. Nor-Am-Cup in Vernon, 11. und 12. Dezember 2010 | 1. Nor-Am-Cup in Vernon, 11. und 12. Dezember 2010 | 1. Nor-Am-Cup in Vernon, 11. und 12. Dezember 2010 | 1. Nor-Am-Cup in Vernon, 11. und 12. Dezember 2010 | 1. Nor-Am-Cup in Vernon, 11. und 12. Dezember 2010 |
| -------------------------------------------------- | -------------------------------------------------- | -------------------------------------------------- | -------------------------------------------------- | -------------------------------------------------- |
| Datum                                              | Disziplin                                          | Erster Platz                                       | Zweiter Platz                                      | Dritter Platz                                      |
| 11. Dezember 2010                                  | Sprint klassisch                                   | Drew Goldsack                                      | Frédéric Touchette                                 | Graham Nishikawa                                   |
| 12. Dezember 2010                                  | 15 km Freistil                                     | Lars Flora                                         | Graham Nishikawa                                   | Brian Gregg                                        |

| 2. Nor-Am-Cup und 1. Mini Tour in Rossland, 17. bis 19. Dezember 2010 | 2. Nor-Am-Cup und 1. Mini Tour in Rossland, 17. bis 19. Dezember 2010 | 2. Nor-Am-Cup und 1. Mini Tour in Rossland, 17. bis 19. Dezember 2010 | 2. Nor-Am-Cup und 1. Mini Tour in Rossland, 17. bis 19. Dezember 2010 | 2. Nor-Am-Cup und 1. Mini Tour in Rossland, 17. bis 19. Dezember 2010 |
| --------------------------------------------------------------------- | --------------------------------------------------------------------- | --------------------------------------------------------------------- | --------------------------------------------------------------------- | --------------------------------------------------------------------- |
| Datum                                                                 | Disziplin                                                             | Erster Platz                                                          | Zweiter Platz                                                         | Dritter Platz                                                         |
| 17. Dezember 2010                                                     | Sprint Freistil                                                       | Stefan Kuhn                                                           | Drew Goldsack                                                         | George Grey                                                           |
| 18. Dezember 2010                                                     | 10 km Freistil                                                        | Lars Flora                                                            | George Grey                                                           | Drew Goldsack                                                         |
| 19. Dezember 2010                                                     | 15 km klassisch Verfolgung                                            | Stefan Kuhn                                                           | Graeme Killick                                                        | George Grey                                                           |
| 17.–19. Dezember 2010                                                 | Mini-Tour Gesamtwertung                                               | Stefan Kuhn                                                           | George Grey                                                           | Drew Goldsack                                                         |

| 3. Nor-Am-Cup in Thunder Bay, 6. bis 9. Januar 2011 | 3. Nor-Am-Cup in Thunder Bay, 6. bis 9. Januar 2011 | 3. Nor-Am-Cup in Thunder Bay, 6. bis 9. Januar 2011 | 3. Nor-Am-Cup in Thunder Bay, 6. bis 9. Januar 2011 | 3. Nor-Am-Cup in Thunder Bay, 6. bis 9. Januar 2011 |
| --------------------------------------------------- | --------------------------------------------------- | --------------------------------------------------- | --------------------------------------------------- | --------------------------------------------------- |
| Datum                                               | Disziplin                                           | Erster Platz                                        | Zweiter Platz                                       | Dritter Platz                                       |
| 6. Januar 2011                                      | 30 km Skiathlon                                     | George Grey                                         | Graham Nishikawa                                    | Drew Goldsack                                       |
| 8. Januar 2011                                      | Sprint klassisch                                    | Brent McMurtry                                      | Stefan Kuhn                                         | Jesse Cockney                                       |
| 9. Januar 2011                                      | 15 km Freistil                                      | George Grey                                         | Graham Nishikawa                                    | Michael Somppi                                      |

| 4. Nor-Am-Cup und 2. Mini Tour in Mont Orford, 28. und 30. Januar 2011 | 4. Nor-Am-Cup und 2. Mini Tour in Mont Orford, 28. und 30. Januar 2011 | 4. Nor-Am-Cup und 2. Mini Tour in Mont Orford, 28. und 30. Januar 2011 | 4. Nor-Am-Cup und 2. Mini Tour in Mont Orford, 28. und 30. Januar 2011 | 4. Nor-Am-Cup und 2. Mini Tour in Mont Orford, 28. und 30. Januar 2011 |
| ---------------------------------------------------------------------- | ---------------------------------------------------------------------- | ---------------------------------------------------------------------- | ---------------------------------------------------------------------- | ---------------------------------------------------------------------- |
| Datum                                                                  | Disziplin                                                              | Erster Platz                                                           | Zweiter Platz                                                          | Dritter Platz                                                          |
| 28. Januar 2011                                                        | 4 km klassisch                                                         | Graham Nishikawa                                                       | Stefan Kuhn                                                            | Tim Reynolds                                                           |
| 29. Januar 2011                                                        | 10 km klassisch                                                        | Graham Nishikawa                                                       | Drew Goldsack                                                          | Stefan Kuhn                                                            |
| 30. Januar 2011                                                        | 20 km Freistil Verfolgung                                              | Graham Nishikawa                                                       | Pate Neumann                                                           | Drew Goldsack                                                          |
| 28.–30. Januar 2011                                                    | 39 km                                                                  | Graham Nishikawa                                                       | Drew Goldsack                                                          | Stefan Kuhn                                                            |

| 5. Nor-Am-Cup und 3. Mini Tour in Westbank, 4.–6. Februar 2011 | 5. Nor-Am-Cup und 3. Mini Tour in Westbank, 4.–6. Februar 2011 | 5. Nor-Am-Cup und 3. Mini Tour in Westbank, 4.–6. Februar 2011 | 5. Nor-Am-Cup und 3. Mini Tour in Westbank, 4.–6. Februar 2011 | 5. Nor-Am-Cup und 3. Mini Tour in Westbank, 4.–6. Februar 2011 |
| -------------------------------------------------------------- | -------------------------------------------------------------- | -------------------------------------------------------------- | -------------------------------------------------------------- | -------------------------------------------------------------- |
| Datum                                                          | Disziplin                                                      | Erster Platz                                                   | Zweiter Platz                                                  | Dritter Platz                                                  |
| 4. Februar 2011                                                | Sprint Freistil                                                | Drew Goldsack                                                  | Mathew Wylie                                                   | Stefan Kuhn                                                    |
| 5. Februar 2011                                                | 3,5 km klassisch                                               | Stefan Kuhn                                                    | Drew Goldsack                                                  | Graham Nishikawa                                               |
| 6. Februar 2011                                                | 15 km Freistil Verfolgung                                      | George Grey                                                    | Graham Nishikawa                                               | Drew Goldsack                                                  |
| 4.–6. Februar 2011                                             | 20 km                                                          | Drew Goldsack                                                  | Graham Nishikawa                                               | Brian McKeever                                                 |

| 6. Nor-Am-Cup und 4. Mini Tour in Cantley, 11. bis 13. Februar 2011 | 6. Nor-Am-Cup und 4. Mini Tour in Cantley, 11. bis 13. Februar 2011 | 6. Nor-Am-Cup und 4. Mini Tour in Cantley, 11. bis 13. Februar 2011 | 6. Nor-Am-Cup und 4. Mini Tour in Cantley, 11. bis 13. Februar 2011 | 6. Nor-Am-Cup und 4. Mini Tour in Cantley, 11. bis 13. Februar 2011 |
| ------------------------------------------------------------------- | ------------------------------------------------------------------- | ------------------------------------------------------------------- | ------------------------------------------------------------------- | ------------------------------------------------------------------- |
| Datum                                                               | Disziplin                                                           | Erster Platz                                                        | Zweiter Platz                                                       | Dritter Platz                                                       |
| 11. Februar 2011                                                    | 3,3 km Freistil                                                     | Graham Nishikawa                                                    | Kevin Sandau                                                        | Tim Reynolds                                                        |
| 12. Februar 2011                                                    | Sprint Freistil                                                     | Jesse Cockney                                                       | Graham Nishikawa                                                    | Tim Reynolds                                                        |
| 13. Februar 2011                                                    | 30 km klassisch Verfolgung                                          | Graham Nishikawa                                                    | Kevin Sandau                                                        | Michael Somppi                                                      |
| 11.–13. Februar 2011                                                | 35 km                                                               | Graham Nishikawa                                                    | Kevin Sandau                                                        | Michael Somppi                                                      |

| 7. Nor-Am-Cup in Canmore, 13.–19. März 2011 | 7. Nor-Am-Cup in Canmore, 13.–19. März 2011 | 7. Nor-Am-Cup in Canmore, 13.–19. März 2011 | 7. Nor-Am-Cup in Canmore, 13.–19. März 2011 | 7. Nor-Am-Cup in Canmore, 13.–19. März 2011 |
| ------------------------------------------- | ------------------------------------------- | ------------------------------------------- | ------------------------------------------- | ------------------------------------------- |
| Datum                                       | Disziplin                                   | Erster Platz                                | Zweiter Platz                               | Dritter Platz                               |
| 13. März 2011                               | 10 km Freistil                              | George Grey                                 | Graeme Killick                              | Kevin Sandau                                |
| 15. März 2011                               | 15 km klassisch                             | George Grey                                 | Graeme Killick                              | Stefan Kuhn                                 |
| 16. März 2011                               | Sprint klassisch                            | Len Väljas                                  | Brent McMurtry                              | Stefan Kuhn                                 |
| 19. März 2011                               | 50 km Freistil Mst.                         | George Grey                                 | Brent McMurtry                              | Kevin Sandau                                |

### Gesamtwertung Männer
| Rang | Name             | Punkte |
| ---- | ---------------- | ------ |
| 01   | Graham Nishikawa | 1032   |
| 02   | Drew Goldsack    | 878    |
| 03   | George Grey      | 844    |
| 04   | Stefan Kuhn      | 816    |
| 05   | Kevin Sandau     | 593    |
| 06   | Pate Neumann     | 551    |
| 07   | Jesse Cockney    | 536    |
| 08   | Graeme Killick   | 469    |
| 09   | Michael Somppi   | 463    |
| 10   | Erik Carleton    | 398    |
| 011  | Brent McMurtry   | 395    |
| 012. | Lars Flora       | 360    |
| 013. | Tim Reynolds     | 347    |
| 014. | Brian McKeever   | 339    |

| Rang | Name                 | Punkte |
| ---- | -------------------- | ------ |
| 015. | David Greer          | 322    |
| 016. | Steffan Lloyd        | 285    |
| 017. | Christopher Butler   | 282    |
| 018. | Michael Sinnott      | 263    |
| 019. | Harry Seaton         | 253    |
| 020. | Thomsen D'Hont       | 243    |
| 020. | Gerard Garnier       | 243    |
| 022. | Frédéric Touchette   | 237    |
| 023. | Karl Saidla          | 233    |
| 024. | Andy Shields         | 228    |
| 025. | Matt Wylie           | 226    |
| 026. | Christopher Hamilton | 193    |
| 027. | Mathieu Fortin       | 189    |
| 028. | Aidan Lennie         | 188    |

| Rang | Name              | Punkte |
| ---- | ----------------- | ------ |
| 029. | Len Väljas        | 167    |
| 030. | Alexis Turgeon    | 163    |
| 031. | Glenn Randall     | 158    |
| 032. | James Southam     | 153    |
| 033. | Bryan Cook        | 152    |
| 034. | Adam Kates        | 151    |
| 035. | Raphael Couturier | 140    |
| 036. | Knute Johnsgaard  | 136    |
| 037. | Geoffrey Richards | 135    |
| 038. | Bob Thompson      | 128    |
| 039. | Philip Widmer     | 127    |
| 040. | Garrott Kuzzy     | 125    |

## Frauen

### Resultate
| 1. Nor-Am-Cup in Vernon, 11. und 12. Dezember 2010 | 1. Nor-Am-Cup in Vernon, 11. und 12. Dezember 2010 | 1. Nor-Am-Cup in Vernon, 11. und 12. Dezember 2010 | 1. Nor-Am-Cup in Vernon, 11. und 12. Dezember 2010 | 1. Nor-Am-Cup in Vernon, 11. und 12. Dezember 2010 |
| -------------------------------------------------- | -------------------------------------------------- | -------------------------------------------------- | -------------------------------------------------- | -------------------------------------------------- |
| Datum                                              | Disziplin                                          | Erster Platz                                       | Zweiter Platz                                      | Dritter Platz                                      |
| 11. Dezember 2010                                  | Sprint klassisch                                   | Perianne Jones                                     | Sadie Bjornsen                                     | Jennie Bender                                      |
| 12. Dezember 2010                                  | 10 km Freistil                                     | Holly Brooks                                       | Caitlin Compton                                    | Brooke Gosling                                     |

| 2. Nor-Am-Cup und 1. Mini Tour in Rossland, 17. bis 19. Dezember 2010 | 2. Nor-Am-Cup und 1. Mini Tour in Rossland, 17. bis 19. Dezember 2010 | 2. Nor-Am-Cup und 1. Mini Tour in Rossland, 17. bis 19. Dezember 2010 | 2. Nor-Am-Cup und 1. Mini Tour in Rossland, 17. bis 19. Dezember 2010 | 2. Nor-Am-Cup und 1. Mini Tour in Rossland, 17. bis 19. Dezember 2010 |
| --------------------------------------------------------------------- | --------------------------------------------------------------------- | --------------------------------------------------------------------- | --------------------------------------------------------------------- | --------------------------------------------------------------------- |
| Datum                                                                 | Disziplin                                                             | Erster Platz                                                          | Zweiter Platz                                                         | Dritter Platz                                                         |
| 17. Dezember 2010                                                     | Sprint Freistil                                                       | Sadie Bjornsen                                                        | Perianne Jones                                                        | Holly Brooks                                                          |
| 18. Dezember 2010                                                     | 5 km Freistil                                                         | Holly Brooks                                                          | Jessie Diggins                                                        | Caitlin Compton                                                       |
| 19. Dezember 2010                                                     | 10 km klassisch Verfolgung                                            | Jessie Diggins                                                        | Morgan Smyth                                                          | Sadie Bjornsen                                                        |
| 17.–19. Dezember 2010                                                 | Mini-Tour Gesamtwertung                                               | Jessie Diggins                                                        | Sadie Bjornsen                                                        | Holly Brooks                                                          |

| 3. Nor-Am-Cup in Thunder Bay, 6. bis 9. Januar 2011 | 3. Nor-Am-Cup in Thunder Bay, 6. bis 9. Januar 2011 | 3. Nor-Am-Cup in Thunder Bay, 6. bis 9. Januar 2011 | 3. Nor-Am-Cup in Thunder Bay, 6. bis 9. Januar 2011 | 3. Nor-Am-Cup in Thunder Bay, 6. bis 9. Januar 2011 |
| --------------------------------------------------- | --------------------------------------------------- | --------------------------------------------------- | --------------------------------------------------- | --------------------------------------------------- |
| Datum                                               | Disziplin                                           | Erster Platz                                        | Zweiter Platz                                       | Dritter Platz                                       |
| 6. Januar 2011                                      | 15 km Skiathlon                                     | Daria Gaiazova                                      | Brooke Gosling                                      | Perianne Jones                                      |
| 8. Januar 2011                                      | Sprint klassisch                                    | Daria Gaiazova                                      | Perianne Jones                                      | Alysson Marshall                                    |
| 9. Januar 2011                                      | 10 km Freistil                                      | Perianne Jones                                      | Daria Gaiazova                                      | Brooke Gosling                                      |

| 4. Nor-Am-Cup und 2. Mini Tour in Mont Orford, 28. und 30. Januar 2011 | 4. Nor-Am-Cup und 2. Mini Tour in Mont Orford, 28. und 30. Januar 2011 | 4. Nor-Am-Cup und 2. Mini Tour in Mont Orford, 28. und 30. Januar 2011 | 4. Nor-Am-Cup und 2. Mini Tour in Mont Orford, 28. und 30. Januar 2011 | 4. Nor-Am-Cup und 2. Mini Tour in Mont Orford, 28. und 30. Januar 2011 |
| ---------------------------------------------------------------------- | ---------------------------------------------------------------------- | ---------------------------------------------------------------------- | ---------------------------------------------------------------------- | ---------------------------------------------------------------------- |
| Datum                                                                  | Disziplin                                                              | Erster Platz                                                           | Zweiter Platz                                                          | Dritter Platz                                                          |
| 28. Januar 2011                                                        | 3 km klassisch                                                         | Michelle Workun-Hill                                                   | Brittany Webster                                                       | Camille Pepin                                                          |
| 29. Januar 2011                                                        | 7,5 km klassisch                                                       | Elizabeth Stephen                                                      | Brittany Webster                                                       | Michelle Workun-Hill                                                   |
| 30. Januar 2011                                                        | 15 km Freistil Verfolgung                                              | Elizabeth Stephen                                                      | Alana Thomas                                                           | Brittany Webster                                                       |
| 28.–30. Januar 2011                                                    | 30 km                                                                  | Elizabeth Stephen                                                      | Brittany Webster                                                       | Alana Thomas                                                           |

| 5. Nor-Am-Cup und 3. Mini Tour in Westbank, 4.–6. Februar 2011 | 5. Nor-Am-Cup und 3. Mini Tour in Westbank, 4.–6. Februar 2011 | 5. Nor-Am-Cup und 3. Mini Tour in Westbank, 4.–6. Februar 2011 | 5. Nor-Am-Cup und 3. Mini Tour in Westbank, 4.–6. Februar 2011 | 5. Nor-Am-Cup und 3. Mini Tour in Westbank, 4.–6. Februar 2011 |
| -------------------------------------------------------------- | -------------------------------------------------------------- | -------------------------------------------------------------- | -------------------------------------------------------------- | -------------------------------------------------------------- |
| Datum                                                          | Disziplin                                                      | Erster Platz                                                   | Zweiter Platz                                                  | Dritter Platz                                                  |
| 4. Februar 2011                                                | Sprint Freistil                                                | Perianne Jones                                                 | Sarah Daitch                                                   | Andrea Dupont                                                  |
| 5. Februar 2011                                                | 3 km klassisch                                                 | Perianne Jones                                                 | Andrea Dupont                                                  | Sarah Daitch                                                   |
| 6. Februar 2011                                                | 10 km Freistil Verfolgung                                      | Perianne Jones                                                 | Maya MacIsaac-Jones                                            | Rebecca Reid                                                   |
| 4.–6. Februar 2011                                             | 15 km                                                          | Perianne Jones                                                 | Maya MacIsaac-Jones                                            | Andrea Dupont                                                  |

| 6. Nor-Am-Cup und 4. Mini Tour in Cantley, 11. bis 13. Februar 2011 | 6. Nor-Am-Cup und 4. Mini Tour in Cantley, 11. bis 13. Februar 2011 | 6. Nor-Am-Cup und 4. Mini Tour in Cantley, 11. bis 13. Februar 2011 | 6. Nor-Am-Cup und 4. Mini Tour in Cantley, 11. bis 13. Februar 2011 | 6. Nor-Am-Cup und 4. Mini Tour in Cantley, 11. bis 13. Februar 2011 |
| ------------------------------------------------------------------- | ------------------------------------------------------------------- | ------------------------------------------------------------------- | ------------------------------------------------------------------- | ------------------------------------------------------------------- |
| Datum                                                               | Disziplin                                                           | Erster Platz                                                        | Zweiter Platz                                                       | Dritter Platz                                                       |
| 11. Februar 2011                                                    | 3 km Freistil                                                       | Emily Nishikawa                                                     | Heidi Widmer                                                        | Alysson Marshall                                                    |
| 12. Februar 2011                                                    | Sprint Freistil                                                     | Emily Nishikawa                                                     | Heidi Widmer                                                        | Erin Tribe                                                          |
| 13. Februar 2011                                                    | 15 km klassisch Verfolgung                                          | Emily Nishikawa                                                     | Sarah Daitch                                                        | Alysson Marshall                                                    |
| 11.–13. Februar 2011                                                | 20 km                                                               | Emily Nishikawa                                                     | Sarah Daitch                                                        | Alysson Marshall                                                    |

| 7. Nor-Am-Cup in Canmore, 13.–19. März 2011 | 7. Nor-Am-Cup in Canmore, 13.–19. März 2011 | 7. Nor-Am-Cup in Canmore, 13.–19. März 2011 | 7. Nor-Am-Cup in Canmore, 13.–19. März 2011 | 7. Nor-Am-Cup in Canmore, 13.–19. März 2011 |
| ------------------------------------------- | ------------------------------------------- | ------------------------------------------- | ------------------------------------------- | ------------------------------------------- |
| Datum                                       | Disziplin                                   | Erster Platz                                | Zweiter Platz                               | Dritter Platz                               |
| 13. März 2011                               | 5 km Freistil                               | Chelsea Holmes                              | Emily Nishikawa                             | Brittany Webster                            |
| 15. März 2011                               | 10 km klassisch                             | Brittany Webster                            | Jennie Bender                               | Alysson Marshall                            |
| 16. März 2011                               | Sprint klassisch                            | Daria Gaiazova                              | Chandra Crawford                            | Jennie Bender                               |
| 19. März 2011                               | 30 km Freistil Mst.                         | Chelsea Holmes                              | Daria Gaiazova                              | Brooke Gosling                              |

### Gesamtwertung Frauen
| Rang | Name                 | Punkte |
| ---- | -------------------- | ------ |
| 01   | Perianne Jones       | 836    |
| 02   | Emily Nishikawa      | 635    |
| 03   | Brittany Webster     | 631    |
| 04   | Sarah Daitch         | 580    |
| 05   | Alysson Marshall     | 538    |
| 06   | Andrea Dupont        | 511    |
| 07   | Alana Thomas         | 480    |
| 08   | Daria Gaiazova       | 460    |
| 09   | Jessie Diggins       | 431    |
| 10   | Brooke Gosling       | 418    |
| 011  | Sadie Bjornsen       | 406    |
| 012. | Holly Brooks         | 397    |
| 013. | Heidi Widmer         | 360    |
| 014. | Michelle Workun-Hill | 358    |

| Rang | Name                | Punkte |
| ---- | ------------------- | ------ |
| 015. | Maya MacIsaac-Jones | 352    |
| 016. | Rebecca Reid        | 350    |
| 017. | Jennie Bender       | 347    |
| 018. | Elizabeth Stephen   | 340    |
| 019. | Sheila Kealey       | 324    |
| 020. | Chelsea Holmes      | 320    |
| 021. | Annika Hicks        | 311    |
| 022. | Stephanie Drolet    | 293    |
| 023. | Caitlin Compton     | 284    |
| 024. | Evelyn Dong         | 280    |
| 025. | Erin Tribe          | 279    |
| 026. | Catherine Auclair   | 275    |
| 027. | Megan McTavish      | 255    |
| 028. | Andrea Lee          | 247    |

| Rang | Name                    | Punkte |
| ---- | ----------------------- | ------ |
| 029. | Eva Szabo               | 243    |
| 030. | Dahria Beatty           | 240    |
| 031. | Sara Hewitt             | 233    |
| 032. | Sofia Attali            | 225    |
| 033. | Chelsea Little          | 220    |
| 033. | Marlis Kromm            | 220    |
| 033. | Carololine Drolet       | 220    |
| 036. | Olivia Bouffard-Nesbitt | 217    |
| 037. | Morgan Smyth            | 209    |
| 038. | Camille Pepin           | 202    |
| 039. | Myriam Paquette         | 201    |
| 040. | Rebecca Rorabaugh       | 188    |